# Przedwabie
Przedwabie – część wsi Szymanowice Małe w Polsce, położona w województwie mazowieckim, w powiecie otwockim, w gminie Sobienie-Jeziory.
W latach 1975–1998 Przedwabie administracyjnie należało do województwa siedleckiego.